# Loriano Macchiavelli
Œuvres principales
- Série des Sarti Antonio

Loriano Macchiavelli (né le 12 mars 1934 à Vergato, dans la province de Bologne) est un écrivain et dramaturge italien, auteur notamment de la série de nombreux romans policiers ayant pour héros Sarti Antonio. 

## Biographie
Il travaille à la cinémathèque de Bologne et fréquente en parallèle le milieu théâtral de la ville. Metteur en scène et acteur, il se tourne vers l'écriture policière en 1974. Cofondateur du Groupe 13 avec Marcello Fois et Carlo Lucarelli, il est considéré aujourd'hui, au même titre que Giorgio Scerbanenco, comme l'un des maîtres du polar italien. 
À partir de 1974, il crée le personnage du sergent Sarti Antonio (un grade qui n'existe pas en réalité), un inspecteur de Bologne d'un indéfectible sens moral, mais aux faibles capacités de déduction. C'est un « pauvre flic perdu devant la complexité du monde et la folie des hommes qui déteste les armes et souffre d'une colite nerveuse qui l'oblige à trouver un lieu approprié aux moments les moins opportuns ». Dans Bologne ville à vendre (Cos'è accaduto alla signora perbene?, 1979), sa cinquième aventure, Sarti Antonio enquête sur la mort d'un homme apparemment sans histoire pendant une des manifestations politiques organisées par l'ultragauche. Le sergent est confronté à une affaire qui lui fait découvrir l'univers des expropriations frauduleuses, des scandales immobiliers, des tabassages et des manœuvres en tous genres que dirigent en sous-main les hommes au pouvoir. Dans Les Souterrains de Bologne (I sotteranei di Bologna, 2003), le héros découvre l'étendue du trafic de drogues quand, lors d'un règlement de comptes entre bandes rivales, le cadavre d'un caïd est retrouvé dans les eaux du canal Navile.
Le personnage de Sarti Antonio, qui fête en 2014 ses 40 ans d'existence, est par ailleurs le protagoniste de deux séries télévisées à succès en Italie : Sarti Antonio brigadiere (1978) et L'ispettore Sarti - Un poliziotto, una città (1991). Loriano Macchiavelli a participé ou écrit seul les scénarios de plusieurs épisodes de ces séries produites par la RAI.
En 1997, son roman policier Macaroni : roman des saints et des délinquants (Macaronì. Romanzo di santi e delinquenti), écrit en collaboration avec Francesco Guccini, reçoit le prix Alassio.

## Œuvres

### Romans

#### Série policièreSarti Antonio
1. Le piste dell'attentato (1974) Publié en français sous le titre Les Jours de la peur, Les éditions du Chemin de fer, 2024  (ISBN 978-2-490356-43-0)
2. Fiori alla memoria (1975)
3. Ombre sotto i portici (1976)
4. Passato, presente e chissà (1978) Publié en français sous le titre Derrière le paravent, Paris, Métaillié, Bibliothèque italienne, 2008  (ISBN 978-2-86424-667-1)
5. Cos'è accaduto alla signora perbene? (1979) Publié en français sous le titre Bologne ville à vendre, Paris, Métaillié, Bibliothèque italienne, 2006  (ISBN 978-2-86424-591-9)
6. Sarti Antonio: un questurino, una città (1979)
7. Sarti Antonio: un diavolo per capello (1980)
8. Sarti Antonio: caccia tragica (1981)
9. Sarti Antonio e l’amico americano (1983)
10. Stop per Sarti Antonio (1987)
11. Sarti Antonio e il malato immaginario (1988)
12. Un poliziotto, una città (1991)
13. Sarti Antonio e il diamante insanguinato (1994)
14. Sarti Antonio e la ballata per chitarra e coltello (1994)
15. Sarti Antonio e il mistero cinese (1994)
16. I sotteranei di Bologna (2003) Publié en français sous le titre Les Souterrains de Bologne, Paris, Métaillié, Bibliothèque italienne, 2004  (ISBN 2-86424-514-0)
17. Une bionda di troppo per Sarti Antonio (2003) Publié en français sous le titre Une blonde de trop, une enquête de Sarti Antonio, Paris, B. Pascuito, 2010  (ISBN 978-2-35085-081-8)
18. Sarti Antonio e l'assassino (2004), en collaboration avec Sandro Toni
19. Sarti Antonio: la via dell´inferno (2007)

#### Autres romans
- Sui colli all’alba (1976)
- Sequenze di memoria (1976)
- L’archivista (1981)
- La strage dei centauri (1981)
- La balla delle scarpe di ferro (1983)
- Un triangolo a quattro lati (1992)
- Partita con il ladro (1992)
- Sospiri, lamenti e ali di pipistrello (1992)
- Coscienza sporca (1995)
- Sgumbéi. Le porte della città nascosta (1998)
- Unter den Mauern von Bologna (2005)
- Delitti di gente qualunque (2009)
- L'ironia della scimmia (2012)

#### Romans écrits en collaboration avec Francesco Guccini
- Macaronì. Romanzo di santi e delinquenti (1997), en collaboration avec Publié en français sous le titre Macaroni : roman des saints et des délinquants, Paris, Gallimard, La Noire, 1998  (ISBN 2-07-075101-5)
- Disco dei PLatters (1998)
- Questo sangue che impasta la terra (2001)
- Lo spirito a altri briganti (2002)
- Tango e gli altri (2007)
- Malastagione (2011)
- La Pioggia fa sul serio (2014)

### Recueils de nouvelles

#### Série policièreSarti Antonio
- Sarti Antonio fra gente perbene (2005)
- Sarti Antonio e i 47 colpi (2006)
- Sarti Antonio e la via dell'Inferno (2007)
- Sarti Antonio. Di nero si muore (2008)

### Autres publications
- Una guerra finita male (1963)
- I dieci a uno (1964)
- Una storia téatrale con prologo tragico et finale comico (1969-1970)
- Ballate e moti rivoluzionari... (1970-1971)
- I pioli di Bach Dang (1973-1974)
- Solo un lugo silencio (1975)
- Jacopo da Valenza, scolaro (1978)
- Cinéma hurra (1981-1982)
- La rosa e il suo doppio (1987)
- Aspettanto Altman (1995)

## Sources
- Claude Mesplède, Dictionnaire des littératures policières, vol. 2 : J - Z, Nantes, Joseph K, coll. « Temps noir », 2007, 1086 p. (ISBN 978-2-910-68645-1, OCLC 315873361), p. 248.